# ニース・オープン
ニース・オープン（Nice Open）は、フランス・ニースで全仏オープンの前週に開催されていたATPワールドツアー・250のテニストーナメントである。2016年まで行われていた。2017年からはリヨン・オープンが開催されている。

## 大会名の変遷
- ニース国際選手権（Nice International Championships）: 1971年–1972年
- クレイヴン国際選手権（Craven International Championships）: 1973年
- ニース国際選手権（Nice International Championships）: 1975年–1977年
- モンターノ・スノワート国際選手権（Montano-Snauwaert International Championships）: 1978年
- ニース国際オープン（Nice International Open）: 1979年–1980年
- ドネー国際オープン（Donnay International Open）: 1981年
- ニース国際オープン（Nice International Open）: 1982年–1987年
- スウォッチ・オープン（Swatch Open）: 1988年–1989年
- フィリップス・オープン（Philips Open）: 1990年–1995年
- ニース・コート・ダジュール・オープン（Open de Nice Côte d'Azur）: 2010年–

## 大会歴代優勝者

### シングルス
| 年        | 優勝者                     | 準優勝者                   | 決勝結果                  |          |
| --------- | -------------------------- | -------------------------- | ------------------------- | -------- |
| 2016      | ドミニク・ティエム         | アレクサンダー・ズベレフ   | 6-3, 3-6, 6-0             |          |
| 2015      | ドミニク・ティエム         | レオナルド・マイエル       | 6–7(8), 7–5, 7–6(2)       |          |
| 2014      | エルネスツ・ガルビス       | フェデリコ・デルボニス     | 6–1, 7–6(5)               |          |
| 2013      | アルベルト・モンタニェス   | ガエル・モンフィス         | 6–0, 7–6(3)               |          |
| 2012      | ニコラス・アルマグロ       | ブライアン・ベイカー       | 6–3, 6–2                  |          |
| 2011      | ニコラス・アルマグロ       | ビクトル・ハネスク         | 6–7(5), 6–3, 6–3          |          |
| 2010      | リシャール・ガスケ         | フェルナンド・ベルダスコ   | 6–3, 5–7, 7–6(5)          |          |
| 1996–2009 | 開催なし                   | 開催なし                   | 開催なし                  | 開催なし |
| 1995      | マルク・ロセ               | エフゲニー・カフェルニコフ | 6–4, 6–0                  |          |
| 1994      | アルベルト・ベラサテギ     | ジム・クーリエ             | 6–4, 6–2                  |          |
| 1993      | マルク＝ケビン・ゲルナー   | イワン・レンドル           | 1–6, 6–4, 6–2             |          |
| 1992      | ガブリエル・マルクス       | ハビエル・サンチェス       | 6–4, 6–4                  |          |
| 1991      | マルティン・ハイテ         | ゴラン・プルピッチ         | 3–6, 7–6, 6–3             |          |
| 1990      | フアン・アギレラ           | ギー・フォルジェ           | 2–6, 6–3, 6–4             |          |
| 1989      | アンドレイ・チェスノコフ   | ジェローム・ポティエ       | 6–4, 6–4                  |          |
| 1988      | アンリ・ルコント           | ジェローム・ポティエ       | 6–2, 6–2                  |          |
| 1987      | ケント・カールソン         | エミリオ・サンチェス       | 7–6, 6–3                  |          |
| 1986      | エミリオ・サンチェス       | ポール・マクナミー         | 6–1, 6–3                  |          |
| 1985      | アンリ・ルコント           | ビクトル・ペッチ           | 6–4, 6–4                  |          |
| 1984      | アンドレス・ゴメス         | ヘンリク・スンドストローム | 6–1, 6–4                  |          |
| 1983      | ヘンリク・スンドストローム | マニュエル・オランテス     | 7–5, 4–6, 6–3             |          |
| 1982      | バラージュ・タロツィ       | ヤニック・ノア             | 6–2, 3–6, 13–11           |          |
| 1981      | ヤニック・ノア             | マリオ・マルティネス       | 6–4, 6–2                  |          |
| 1980      | ビョルン・ボルグ           | マニュエル・オランテス     | 6–2, 6–0, 6–1             |          |
| 1979      | ビクトル・ペッチ           | ジョン・アレクサンダー     | 6–3, 6–2, 7–5             |          |
| 1978      | ホセ・ヒゲラス             | ヤニック・ノア             | 6–3, 6–4, 6–4             |          |
| 1977      | ビョルン・ボルグ           | ギリェルモ・ビラス         | 6–4, 1–6, 6–2, 6–0        |          |
| 1976      | コラド・バラズッティ       | ヤン・コデシュ             | 6–2, 2–6, 5–7, 7–6, 8–6   |          |
| 1975      | ディック・クリーリー       | イワン・モリナ             | 7–6, 6–4, 6–3             |          |
| 1974      | 開催なし                   | 開催なし                   | 開催なし                  | 開催なし |
| 1973      | マニュエル・オランテス     | アドリアーノ・パナッタ     | 7–6, 5–7, 4–6, 7–6, 12–10 |          |
| 1972      | イリ・ナスターゼ           | ヤン・コデシュ             | 6–0, 6–4, 6–3             |          |
| 1971      | イリ・ナスターゼ           | ヤン・コデシュ             | 10–8, 11–9, 6–1           |          |

### ダブルス
| 年        | 優勝者                                          | 準優勝者                                        | 決勝結果            |          |
| --------- | ----------------------------------------------- | ----------------------------------------------- | ------------------- | -------- |
| 2016      | フアン・セバスティアン・カバル ロベルト・ファラ | マテ・パビッチ マイケル・ビーナス               | 4–6, 6–4, [10–8]    |          |
| 2015      | マテ・パビッチ マイケル・ビーナス               | ジャン＝ジュリアン・ロジェ ホリア・テカウ       | 7–6(4), 2–6, [10-8] |          |
| 2014      | マルティン・クリザン フィリップ・オズワルド     | ロハン・ボパンナ アイサム＝ウル＝ハク・クレシ   | 6–2, 6–0            |          |
| 2013      | ヨハン・ブランシュトロム レイブン・クラーセン   | フアン・セバスチャン・カバル ロベルト・ファラ   | 6–3, 6–2            |          |
| 2012      | ボブ・ブライアン マイク・ブライアン             | オリバー・マラチ フリップ・ポラセック           | 7–6(5), 6–3         |          |
| 2011      | エリック・ブトラック ジャン＝ジュリアン・ロジェ | サンティアゴ・ゴンサレス ダビド・マレーロ       | 6–3, 6–4            |          |
| 2010      | マルセロ・メロ ブルーノ・ソアレス               | ロハン・ボパンナ アイサム＝ウル＝ハク・クレシ   | 1–6, 6–3, [10–5]    |          |
| 1996–2009 | 開催なし                                        | 開催なし                                        | 開催なし            | 開催なし |
| 1995      | シリル・スーク ダニエル・バチェク               | ルーク・ジェンセン デビッド・ウィートン         | 3–6, 7–6, 7–6       |          |
| 1994      | ハビエル・サンチェス マーク・ウッドフォード     | ヘンドリク・ヤン・ダーヴィッツ ピート・ノーバル | 7–5, 6–3            |          |
| 1993      | デビッド・マクファーソン ローリー・ウォーダー   | シェルビー・キャノン スコット・メルビル         | 3–4, 途中棄権       |          |
| 1992      | パトリック・ガルブレイス スコット・メルビル     | ピーター・アルドリッチ ダニー・ヴィッサー       | 6–1, 3–6, 6–4       |          |
| 1991      | リカルド・バーグ ヤン・グンナーソン             | ヴォイチェフ・ファイグル Nicklas Utgren         | 6–4, 4–6, 6–3       |          |
| 1990      | アルベルト・マンシーニ ヤニック・ノア           | マルセロ・フィリピーニ ホルスト・スコッフ       | 6–4, 7–6            |          |
| 1989      | Ricki Osterthun ウド・リグレウスキ              | ハインツ・ギュンタード バラージュ・タロツィ     | 7–6, 6–7, 6–1       |          |
| 1988      | アンリ・ルコント ギー・フォルジェ               | ハインツ・ギュンタード ディエゴ・ナルギソ       | 4–6, 6–3, 6–4       |          |
| 1987      | エミリオ・サンチェス セルヒオ・カサル           | クラウディオ・メザドリ Gianni Ocleppo           | 6–4, 6–3            |          |
| 1986      | ヤコブ・ラセク パベル・スロジル                 | ゲーリー・ドネリー コリン・ダウデスウェル       | 6–3, 4–6, 11–9      |          |
| 1985      | クラウディオ・パナッタ パベル・スロジル         | Loïc Courteau ギー・フォルジェ                  | 3–6, 6–3, 8–6       |          |
| 1984      | ヤン・グンナーソン ミカエル・モーテンセン       | ハンス・ギルデマイスター アンドレス・ゴメス     | 6–1, 7–5            |          |
| 1983      | ベルナール・ボワロー リボル・ピメク             | ベルナール・フリッツ Jean-Louis Haillet         | 6–3, 6–4            |          |
| 1982      | アンリ・ルコント ヤニック・ノア                 | ポール・マクナミー バラージュ・タロツィ         | 5–7, 6–4, 6–3       |          |
| 1981      | ヤニック・ノア パスカル・ポルト                 | クリス・ルイス パベル・スロジル                 | 4–6, 6–3, 6–4       |          |
| 1980      | クリス・デラニー キム・ウォーウィック           | スタニスラフ・ビルネル Jiří Hřebec              | 6–4, 6–0            |          |
| 1979      | ポール・マクナミー ピーター・マクナマラ         | パベル・スロジル トマシュ・スミッド             | 6–1, 3–6, 6–2       |          |
| 1978      | パトリス・ドミンゲス フランソワ・ジョフレー     | ヤン・コデシュ トマシュ・スミッド               | 6–4, 6–0            |          |
| 1977      | イオン・ ティリアック ギリェルモ・ビラス        | クリス・カーチェル クリス・ルイス               | 6–4, 6–1            |          |
| 1976      | パトリス・ドミンゲス フランソワ・ジョフレー     | ヴォイチェフ・フィバク カール・メイラー         | 6–4, 3–6, 6–3       |          |
| 1973-1975 | 開催なし                                        | 開催なし                                        | 開催なし            | 開催なし |
| 1972      | ヤン・コデシュ スタン・スミス                   | フルー・マクミラン イリ・ナスターゼ             | 6–3, 3–6, 7–5       |          |
| 1971      | イリ・ナスターゼ イオン・ティリアック           | ピエール・バルト フランソワ・ジョフレー         | 6–3, 6–3            |          |

## 女子大会
2001年2月にはニースでWTA大会が行われている。大会名はTerazura - Nice 2001、サーフェスは室内カーペット、カテゴリはティア IIであったがこの1回のみの開催である。

### シングルス
| 年   | 優勝者           | 準優勝者             | 決勝結果 |
| ---- | ---------------- | -------------------- | -------- |
| 2001 | アメリ・モレスモ | マグダレナ・マレーバ | 6-2, 6-0 |

### ダブルス
| 年   | 優勝者                            | 準優勝者                            | 決勝結果      |
| ---- | --------------------------------- | ----------------------------------- | ------------- |
| 2001 | エミリー・ロワ アン＝ゲイル・シド | キンバリー・ポー ナタリー・トージア | 1-6, 6-2, 6-0 |